# Tilly the Tomboy Visits the Poor
Tilly the Tomboy Visits the Poor è un cortometraggio muto del 1910 diretto da Lewin Fitzhamon.

## Trama
Tilly e Sally provocano il caos quando vanno a visitare gli Smith, una coppia anziana e malata.

## Produzione
Il film fu prodotto dalla Hepworth.

## Distribuzione
Distribuito dalla Hepworth, il film - un cortometraggio di sei minuti - uscì nelle sale cinematografiche britanniche nel settembre 1910.
È una delle pellicole superstiti - in una copia di sei minuti - dei film prodotti dalla Hepworth: la gran parte fu distrutta nel 1924 dallo stesso produttore, Cecil M. Hepworth. Fallito, in gravissime difficoltà finanziarie, il produttore pensò in questo modo di poter almeno recuperare il nitrato d'argento della pellicola.